# Otto-Nagel-Gymnasium

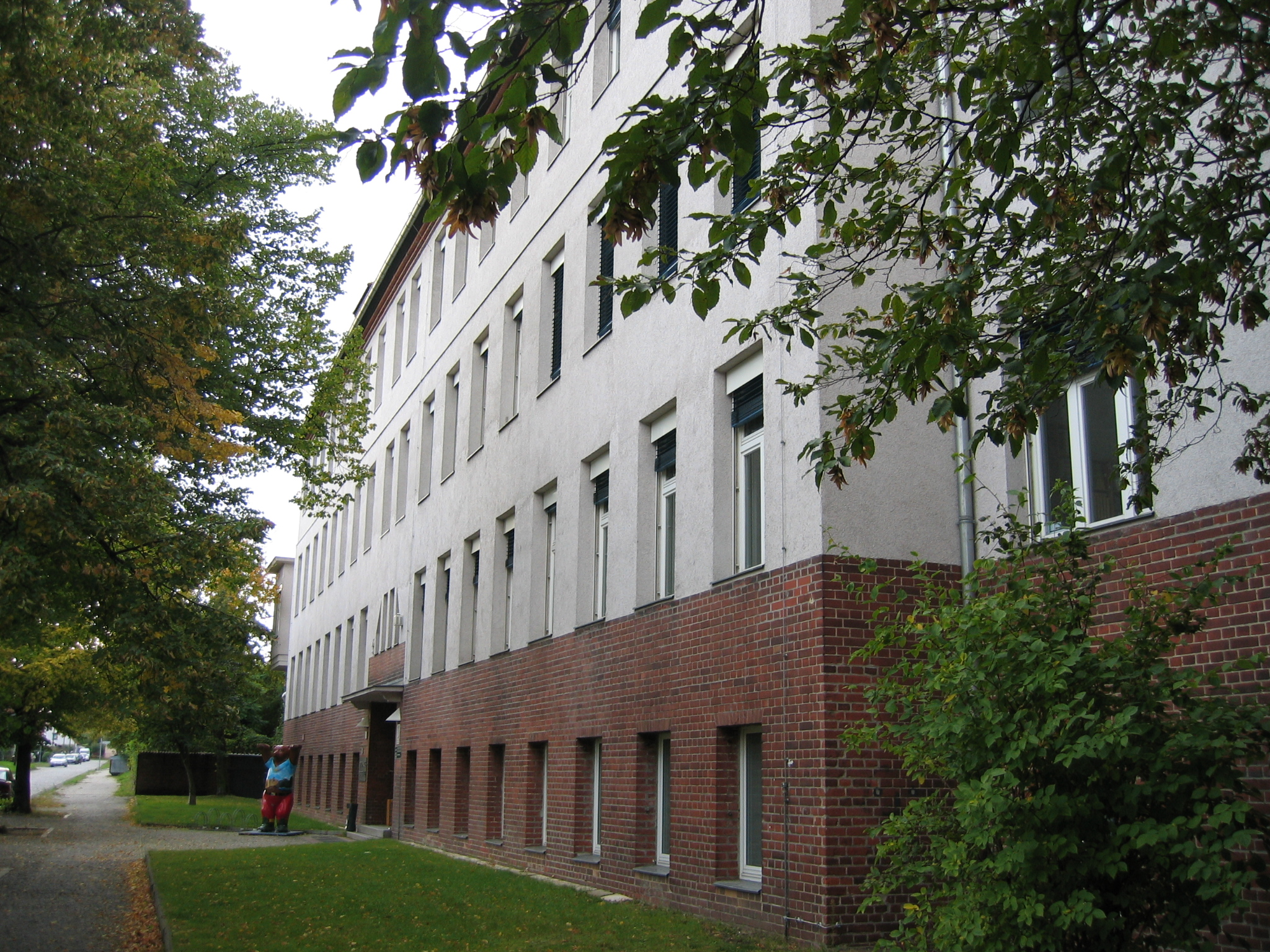
Otto-Nagel-Gymnasium, Fassade zur Schulstraße hin

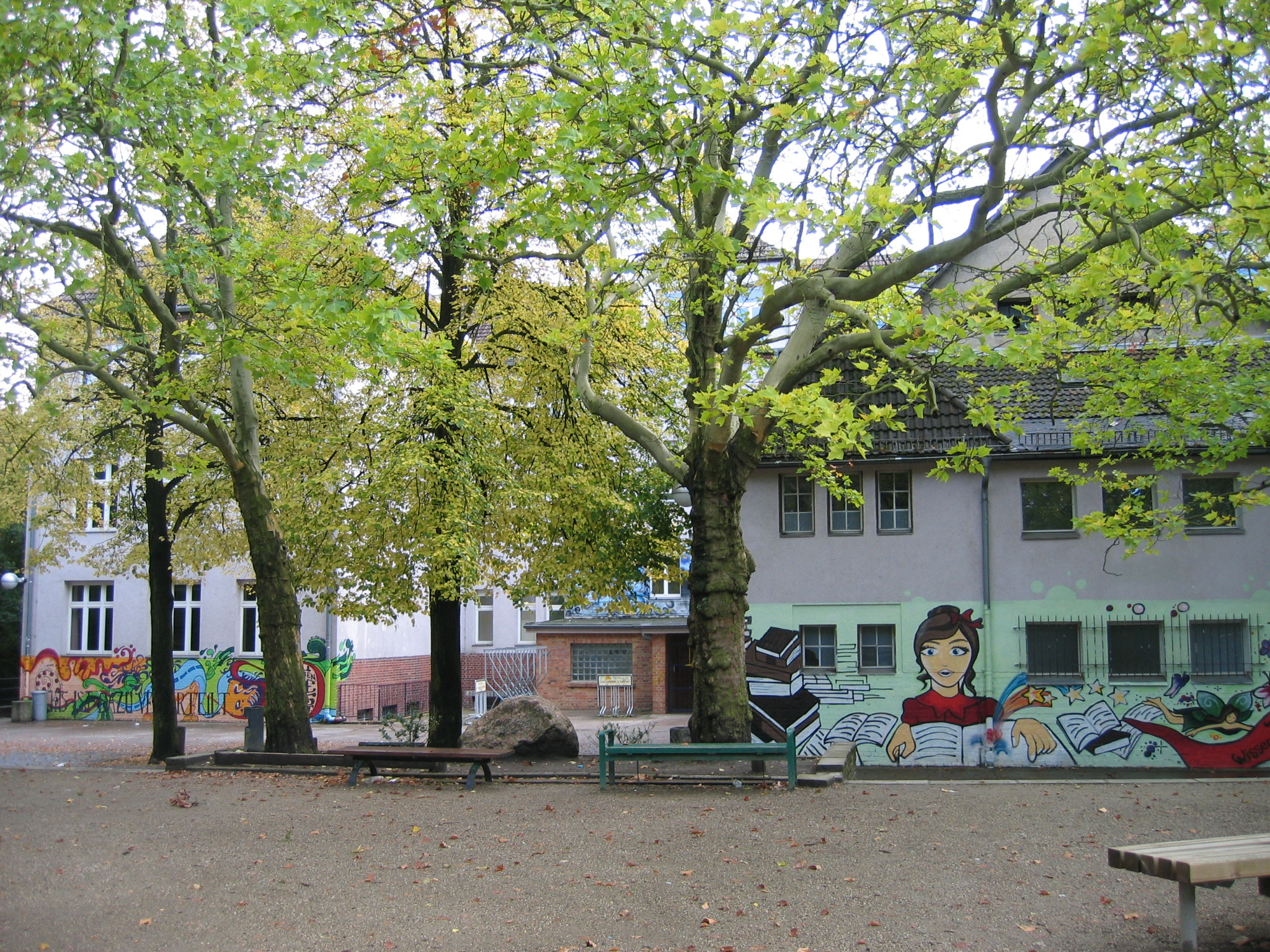
Otto-Nagel-Gymnasium, Blick vom Schulhof, 2007

Das Otto-Nagel-Gymnasium (kurz: ONG) ist ein öffentliches Gymnasium im Berliner Ortsteil Biesdorf des Bezirks Marzahn-Hellersdorf. Es ist nach dem Berliner Maler Otto Nagel benannt, der in Biesdorf seinen Lebensabend verbracht hat.

## Schulprofil
Das Otto-Nagel-Gymnasium ist eine vielseitig orientierte und allgemeinbildende Schule, die seit Bestehen für ein demokratisches Miteinander, Weltoffenheit und soziales Engagement eintritt.
Die Erziehungsziele der Schule bestehen in der Herausbildung positiver Lern- und Lebenseinstellungen, leistungsbereiter und eigenverantwortlicher Persönlichkeiten und in der Vermittlung humanistischer Grundwerte.
Transparente Gremienarbeit durch Schüler-Eltern-Lehrer-Foren (SELF) führen zu gemeinsamen Entscheidungsfindungen, die von allen Beteiligten mitgetragen werden. Auch lebt und tritt die Schulgemeinschaft gemeinsam für die Werte Engagement, Toleranz/Respekt, Offenheit, Zusammenhalt/Hilfsbereitschaft, Modernität und Leidenschaft ein, die im Leitbild verankert sind.
Die Bildungsziele des Otto-Nagel-Gymnasiums bestehen in der Vermittlung fachlicher und sozialer Kompetenzen sowie der Unterstützung aller Lernenden beim Aufspüren eigener Fähigkeiten. Im offenen Ganztagsbetrieb besteht die Möglichkeit, weitere individuelle Stärken in den Interessengemeinschaften und Projekten der verschiedenen Fachbereiche zu entdecken und zu fördern.
Es gehörte bei der Neuanmeldungen für das Schuljahr 2023/24 zu den drei gefragtesten Gymnasien Berlins.

## Lage
Das Gymnasium liegt in der Schulstraße 11, nahe der Bundesstraße 1. Die Erreichbarkeit gewährleisten der rund 300 Meter entfernte S-Bahnhof Biesdorf (S-Bahn-Linie S5, Buslinie 192) sowie die Haltestellen Oberfeldstraße und Lötschbergstraße (Bus 108) an der Bundesstraße 1. Außerdem befindet sich der U-Bahnhof Elsterwerdaer Platz (Linie U5, Buslinien X69, 108, 154, 169, 190 und 398) in kurzer Entfernung.

## Besonderheiten

### Schnelllernerprogramm
Das Gymnasium nimmt am Schnelllernerprogramm teil. Pro Jahr werden zwei Klassenzüge ab der Klassenstufe 5 aufgenommen. Neben der regulären Stundentafel besuchen die Schnelllernenden sogenannte Enrichmentkurse. Diese Kurse dienen der Begabtenförderung. In kleineren Lerngruppen wird projektartig, jahrgangs- und fächerübergreifend unterrichtet. In der Regel werden jedes Jahr zwei Klassenzüge ab Klassenstufe 7 eingeschult.

### Notebook-Klassen
Seit dem Schuljahr 2009/10 wird im Unterricht mit Laptops gearbeitet. Diese sind durch die Eltern finanziert; wer das Geld dafür nicht aufbringen kann, erhält Unterstützung durch den Lernmittelverein der Schule. Damit soll die Medienkompetenz der Lernenden gesteigert und das Unterrichtsangebot erweitert werden. Ihnen soll im Verlauf ihrer Schullaufbahn eine Medienwechsel-Kompetenz nahegelegt werden, d. h., den Lernenden wird vermittelt, je nach Aufgabenart selbstständig zwischen analogen und digitalen Arbeitsmethoden zu wechseln.

### Ausstattung
Das WLAN ermöglicht es, in den Gebäuden der Schule mit dem Internet zu arbeiten.
Die Schule ist komplett kreidefrei. In allen Räumen befinden sich festinstallierte, elektronische und interaktive Wandtafeln. Die Schulorganisation verläuft computergestützt, insbesondere durch digitale schwarze Bretter, die für aktuelle Ankündigungen und Informationen sowie die Darstellung des Vertretungsplans genutzt werden.
Es existieren Fachräume für Chemie, Physik, Biologie, Darstellendes Spiel, Kunst und Kunst.
Der Sportunterricht und Sport-Interessengemeinschaften werden seit 2024 in einer modernen Dreifachturnhalle neben der Schule durchgeführt. Daneben werden zwei Sportplätze und zwei großräumige Turnhallen genutzt, die rund 1 1⁄2 Kilometer entfernt von den Schulgebäuden liegen.
An der Schule unterrichten 70 Lehrer sowie 10 Referendare (Stand: 2022/23).

### Sozial engagierte Schule
Am 1. Juli 2003 wurde dem Otto-Nagel-Gymnasium der Titel „Schule ohne Rassismus, Schule mit Courage“ für besonderes Engagement für Toleranz und Weltoffenheit verliehen. Schulen machen es sich somit zur Aufgabe, sich bewusst und mit vollem Einsatz gegen Diskriminierung, Mobbing und Gewalt zu wenden. Mithilfe nachhaltiger und langfristiger Projekte soll das Klima zwischen allen Lernenden und Lehrenden Menschen an der Schule verbessert und insbesondere Rassismus überwunden werden. In der offenen Auseinandersetzung mit einem Problem und dem Finden gemeinsamer Wege sollen Schülerinnen und Schüler einander achten lernen.
Am 1. Oktober 2009 bekam das Otto-Nagel-Gymnasium ebenfalls den Titel „Friedensschule“ verliehen. Mit dieser Auszeichnung werden Schulen geehrt, die sich besonders in dem Projekt „Work for peace“ engagieren. So halfen die Schülerinnen und Schüler des Otto-Nagel-Gymnasiums einen Nachmittag lang Einkäuferinnen und Einkäufern in einem Supermarkt. Insgesamt konnten sie mit dieser Aktion 2000 Euro sammeln und dieses Geld kam Bildungsprojekten in Afrika zugute. Verliehen wurde der Titel vom Weltfriedensdienst und der Berliner Senatsverwaltung.
Außerdem wurde das Gymnasium mit der Interessengemeinschaft Friedenstaube mit dem Jugendintegrationspreis „Alle Kids sind VIPs“ der Bertelsmann Stiftung für das Schuljahr 2019/20 ausgezeichnet. Weitere Preise und Auszeichnungen der vergangenen Jahre der IG Friedenstaube sind:
- 2019: Preisträger des Cornelsen-Preises fair@school
- 2021: Preisträger „Alle Kids sind VIPs“ der Bertelsmann-Stiftung
- 2022/2023: startsocial e.V. Stipendium & Aufnahme in die TOP25 Bundesauswahl

- 2023: TOP20 der Publikumswahl des Deutschen Engagementpreises
- 2024: Good-Practice-Beispiel der Antidiskriminierungsstelle des Bundes
- 2024: Ehrung mit dem Margot-Friedländer-Schulpreis

Außerdem wurden mittlerweile über 50 Projekte eigenständig organisiert und durchgeführt sowie über 18.000 Euro gesammelt und für den guten Zweck gespendet (u. a. an UN Women Deutschland und das Kinderhospiz Berliner Herz).

### Projekte und Aktionen
Zahlreiche Schultraditionen, wie die Projekttage der 5.–10. Klassen, die allsommerlichen Kulturwochen, das Weihnachtssingen des Musikbereiches, Sport- und Spielsportfeste, Mathematik-, Geografie- und Wissenswettbewerbe sowie mit teils mehrwöchigen Fahrten verbundene Schulpartnerschaften und Austauschprogramme ins europäische Ausland, Kursfahrten der 12. Klasse, Ski- und Surfkurse, jährliche Klassen- und Bildungsfahrten sowie zahlreiche weitere Möglichkeiten zum Kennenlernen und Erleben fremder Kulturen, runden das kulturell vielseitige Angebot der Schule ab.
Ende 2012 wurde die Website der Schule in einem Projekt der Fachbereiche Informatik und Bildende Kunst durch eine Schülergruppe selbstständig komplett neugestaltet. Dabei wurde ein identitätsstiftender Katalog optischer Vorgaben für Webseiten und weitere Schulprojekte erarbeitet. Dieser Katalog (CI) wird seit jeher stetig weiterentwickelt und angepasst. Er wurde außerdem im durch das Team Redaktion erarbeiteten Jahrbuch umgesetzt, das jährlich erscheint.
Im Wettbewerb ZasterMaster der Berliner Volksbank gewann das Team Redaktion für seine gesellschaftliche Arbeit einen Preis in Höhe von 6000 Euro.

### Schulversuch Hybride Formen des Lehrens und Lernens
Gemeinsam mit 17 weiteren Schulen in Berlin nahm das ONG am Schulversuch Hybride Formen des Lehrens und Lernens (BE.hybrid) teil, der sich über drei Jahre (2021/22 bis 2024/25) erstreckte und mit den Fragen nach
1. der Kollaboration zwischen den Lernenden und Lehrenden auch über die eigene Schule hinaus,
2. dem individualisierten Lernen,
3. dem Entdecken von neuen Orts- und Zeitstrukturen und
4. den Möglichkeiten neuer Lernerfolgskontrollen unter dem Einsatz digitaler Medien

befasste. In der sich daran anschließenden zweiten Phase arbeitet die Schule hauptsächlich an der Evaluation der Versuchsschwerpunkte
a) Aufhebung von Orts- und Zeitstrukturen sowie
b) alternativer Leistungsüberprüfungen unter Einsatz digitaler Medien.
Somit werden neben der Datenerhebung die Maßnahmen aus der ersten Versuchsphase fortgesetzt.

### Schulexterne Partner
Das ONG arbeitet eng mit verschiedenen schulexternen Partnern zusammen, die die Schule im Schulalltag unterstützen oder Projekte der Schule begleiten. Darunter sind Partner wie das Kinderhospiz ‚Berliner Herz’, UN Women Deutschland, Schlaufuchs Berlin, Berliner Sparkasse (Niederlassung der Landesbank Berlin AG) in Biesdorf, DB Netz AG, Kaufland Biesdorf und MediaMarkt Biesdorf.

### Bundesfreiwillige am Otto-Nagel-Gymnasium
Seit dem Schuljahr 2014/15 sind die Bundesfreiwilligen (Bufdis) fester Bestandteil des Schulalltags. Jedes Jahr wird die Schule durch 2–4 neue Bufdis in allen Bereichen unterstützt.

### Zusammenlegung mit der Oberschule am Elsengrund
Das Gymnasium wurde 2009 mit der Oberschule am Elsengrund fusioniert.

## Modernisierungsarbeiten am ONG

### Sanierung des Dachgeschosses
Nach der letzten Grundinstandsetzung des Schulgebäudes im Jahr 1991 wurde die baufällige Turnhalle abgerissen. Da bei einer Untersuchung Anfang 2012 inzwischen nicht mehr zulässige Holzschutzmittel gefunden wurden, wurde auch das Dachgeschoss, in dem die beiden Kunsträume liegen, vollständig saniert und ausgebaut, wodurch die Kapazität des Gebäudes erhöht wurde. Geplant war auch, an der alten Stelle der Turnhalle eine Aula und einige Klassenräume zu errichten.
Um die Fortführung des Unterrichts gewährleisten zu können, wurden zunächst zwei Klassenstufen im Melanchthon-Gymnasium (mit Lehrkräften des Otto-Nagel-Gymnasiums) unterrichtet. Nachdem sich herausgestellt hatte, dass die Statik des unteren Gebäudeteils für den Dachausbau verändert werden musste, wurde zusätzlich der Keller gesperrt und zwei weitere Klassen mussten im Melanchthon-Gymnasium untergebracht werden. Das Dachgeschoss wurde 2019 fertiggestellt.
Im Jahr 2016 wurde die Aula mit den Klassenräumen und in den Sommerferien 2017 wurden die oberen Etagen fertiggestellt. Die Fachräume können seit dem Schuljahresbeginn 2018 genutzt werden.

### Bau vom Modularen Ergänzungsbau (MEB)
Zum Beginn des Schuljahres 2020/21 konnte das Otto-Nagel-Gymnasium die Räumlichkeiten im neuen Modularen Ergänzungsbau (MEB) beziehen. Dabei konnte die Schule zwölf moderne Räume für den Schulalltag hinzugewinnen. Auch ist der MEB mit einem Aufzug und behindertengerechten Toiletten ausgestattet, um die Barrierefreiheit sicherzustellen.

### Neubau der Turnhallen
Im Frühjahr 2024 ist auf dem Grundstück Waldbacher Straße 54–56, in der Nähe des Schulgebäudes, eine neue Dreifachturnhalle fertiggestellt worden.

## Bekannte ehemalige Schüler
- Ein prominenter Schüler war der Filmschauspieler Hardy Krüger (1928–2022), der 1934/1935 auf die Biesdorfer Schule ging, die sich im selben Gebäude befand.
- Robin Wilkening (* 1982, geborener Haring), Epidemiologe und Autor.
- Im Jahr 2012 machte der Nachwuchsschauspieler Timmi Trinks (* 1994) sein Abitur am Otto-Nagel-Gymnasium.